# Rondò veneziano/San Marco
Rondò veneziano/San Marco è un 7" dei Rondò Veneziano pubblicato dalla Baby Records il 1981 e tratto dall'album Rondò veneziano.

## Tracce
1. Rondò veneziano (Gian Piero Reverberi e Laura Giordano) - 3:30
2. San Marco (Gian Piero Reverberi e Laura Giordano) - 3:20